# União do Sul
União do Sul is een gemeente in de Braziliaanse deelstaat Mato Grosso. De gemeente telt 4.093 inwoners (schatting 2009).